# Matsudaira Tadanao
Matsudaira Tadanao (松平忠直 (Tùng Bình Trung Trực) 16 tháng 7 năm 1595 - 05 tháng 10 năm 1650) là một Đại danh Nhật Bản, người cai trị lãnh địa Echizen trong thời kỳ Giang Hộ của lịch sử Nhật Bản. Bên cạnh là một lãnh chúa Matsudaira Tadanao còn là một tu sĩ Phật giáo với pháp danh là Nhất Bá (一伯).

## Cuộc đời
Matsudaira Tadanao có tên khai sinh Matsudaira Senchiyo, con trai cả của Yūki Hideyasu với vợ lẽ là bà Nakagawa. Hideyasu qua đời năm 1607, Senchiyo sau đó được đổi tên thành Tadanao. Bốn năm sau, ông kết hôn với Katsuhime người anh em họ của mình và là con gái thứ hai của Tướng quân Tú Trung Đức Quang (Tokugawa Hidetada).
Ông đã lãnh đạo quân đội vùng Echizen trong một trận chiến tại chiến dịch vào mùa đông ở Osaka, nhưng chiến dịch này quân đội của ông đã phải hứng chịu một tỷ lệ thương vong cao, mà ông đã bị chỉ trích nặng nề bởi ông nội của ông. Sau đó ông tham chiến cùng với Sanada Yukimura và hăng hái dẫn quân tấn công lâu đài Osaka. Tuy nhiên ông không nhận công lao về mình và sau đó chịu thiệt thòi trong các cuộc phân phát.
Tadanao bất mãn và đến năm 1621, ông giả vờ bị bệnh và không đến Edo năm 1622, thậm chí ông còn thực hiện một số hành vi kỳ quái với vợ và gia đình mình cũng như những thuộc hạ của mình. Năm 1623, Tướng quân Tú Trung đã ra lệnh cho ông về vườn. Tadanao vào chức linh mục của Phật giáo, lấy tên là Ippaku (一 伯). Ông bị lưu đày Funai thuộc tỉnh Bungo và chết ở đó năm 1650 ở tuổi 56.

## Trong văn hóa
Matsudaira Tadanao là một nhân vật trong bộ truyện tranh Amakusha 1636 (tên tiếng Việt: Anh thư nữ kiệt), trong bộ truyện này ông được mô tả là một người có phong thái, nét lãng có chút trầm ngâm và đượm buồn. Thực sự tuy là một tu sĩ phật giáo nhưng ông chính là một tín đồ Thiên chúa giáo. Ông tuy lập nhiều công lao nhưng đã bị Tướng quân lập mưu hãm hại, vu không cho những tội danh không đâu và đày đến đảo Bungo và bị giám sát chặt chẽ. Ông hết lòng ủng hộ Hayumi (tức Thiên Thảo Nhất Huy) sau đó ông được phong làm tướng quân của miền Nam.